# TJ Bell
Thomas Joseph "TJ" Bell (Scranton, Pensilvania; 16 de mayo de 1989) es un guitarrista y bajista estadounidense nacido en Scranton, Pensilvania, es conocido por ser el actual guitarrista rítmico de la banda de post-hardcore Escape The Fate aunque en su llegada en 2012 Bell era el bajista, anteriormente pertenecía a la banda de metalcore Motionless In White hasta su salida en 2011 donde después se integraría a la banda Get Scared.

## Biografía
TJ Bell nació en el estado de Pensilvania, desde niño inició tocando el bajo aunque después empezó a tocar guitarra, en 2006 se uniría a la banda de metalcore Motionless In White donde lanzarían 2 E.P y un álbum de estudio, debido a qué en 2011 Bell además de estar con la banda también estaba en una gira con Escape The Fate y dejó sola a la banda en sus giras por eso se debe su expulsión de la banda en 2011 además por problemas de drogas, más tarde se uniría a la banda Get Scared como bajista.
En 2012 se hace oficial la salida de TJ Bell de Get Scared debido a que se hizo bajista oficial de Escape The Fate con el que lanzaría un álbum de estudio en 2013, debido a la salida de los hermanos Money el regreso de Max Green Bell pasó a ser guitarrista rítmico en el que actualmente pertenece.

## Carrera musical

### Motionless In White (2006-2011)
En mayo de 2006 Bell conocería a Chris Motionless quien lo invitó a la banda Motionless In White, TJ Bell se uniría como guitarrista rítmico, en 2007 lanzarían el E.P "The Whorror", en 2009 lanzarían su segundo E.P titulado "When Love Met Destruction", después de dos E.P y varias presentaciones a finales de 2009 la banda entraría al estudio para grabar su primer álbum, a finales de 2010 lanzarían el álbum "Creatures".
En mayo de 2011 la banda hace oficial la salida de TJ Bell de la banda, Chris Motionless dijo que TJ Bell estaba cumpliendo en una gira con Escape The Fate y por eso abandonó a la banda en unas giras importantes y además TJ Bell tenía un problema con las drogas y abusaba de ellas. De mayo a septiembre de 2018, Bell regreso con Motionless in White como bajista para cumplir con algunas giras, entre ellas el Vans Warped Tour, tras la salida de Devin Sola, más tarde Bell cumplió con las giras y fue reemplazado por Justin Morrow.

### Get Scared (2011-2012)
Tras su salida de Motionless In White TJ Bell se uniría a la banda Get Scared como bajista. Su tiempo con Get Scared duraría poco debido a que Escape The Fate seguía sin bajista oficial, a inicios de 2012 la banda anuncia la salida de TJ Bell debido a que ya era el bajista oficial de Escape The Fate.

### Escape The Fate (2012-presente)
Bell ya había tocado con Escape The Fate en 2011 tras la salida de Max Green, pero nos sería hasta 2012 que se haría oficial como bajista, a finales de 2012 la banda entraría al estudio para grabar su cuarto álbum de estudio y el primero con TJ Bell, en 2013 lanzarían álbum de estudio titulado "Ungrateful", meses después tras el lanzamiento del álbum los Hermanos Money anuncian su salida de Escape The Fate, tras lo sucedido la banda anuncia el regreso de Max Green como bajista y TJ Bell pasa a ser guitarrista rítmico.
Tras la salida de Green en 2014 la banda no ha tenido un bajista oficial ya que en los últimos álbumes quien toca el bajo son TJ Bell y Kevin Gruft, a inicios de 2015 la banda entraría nuevamente al estudio para grabar el álbum "Hate Me" y fue publicado a finales de 2015, en marzo de 2018 publicaron su más reciente álbum I Am Human.

## Vida personal
TJ Bell es muy interactivo en sus redes sociales además de que le gusta ir al gimnasio con su compañero Robert Ortiz y le gusta salir con su novia la diseñadora de belleza Georgette Sweet, Bell también confiesa ser amigo de los integrantes de la banda de post-hardcore Falling In Reverse cuyo vocalista pertenecía a Escape The Fate.

## Discografía
Motionless In White
- The Whorror (EP) (2007)
- ':When Love Met Destruction (EP) (2009)
- Creatures (2010)

Escape The Fate
- Ungrateful (2013)
- Hate Me (2015)
- I Am Human (2018)
- Chemical Warfare (2021)
- Out of the Shadows (2023)

- Datos: Q50946075